# Copper Col
Der Copper Col (englisch für Kupferpass, in Chile Ventisquero Copper) ist ein 305 m hoher Gebirgspass auf der Anvers-Insel im Palmer-Archipel vor der Westküste der Antarktischen Halbinsel. Er liegt in der Osterrieth Range und verläuft zwischen dem Copper Peak und dem Billie Peak.
Die erste Sichtung geht vermutlich auf Teilnehmer der Belgica-Expedition (1897–1899) unter der Leitung des belgischen Polarforschers Adrien de Gerlache de Gomery. Wissenschaftler der britischen Discovery Investigations kartierten ihn 1927 in Anlehnung an den benachbarten Copper Peak als Copper Glacier. Der Falklands Islands Dependencies Survey kam nach einer neuerlichen Vermessung im Jahr 1955 zu dem Schluss, dass es sich bei diesem Objekt eher um einen Gebirgspass als einen Gletscher handelt, und nahm eine entsprechende Anpassung der ursprünglichen Benennung vor.